# Gran Premio di Castrocaro Terme 1965
Il Gran Premio di Castrocaro Terme 1965, settima edizione della corsa, la prima con la nuova denominazione, si svolse il 17 giugno 1965 su un percorso di 77,52 km disputati a cronometro. La vittoria fu appannaggio del francese Jacques Anquetil, che completò il percorso in 2h02'19", precedendo gli italiani Felice Gimondi e Luciano Sambi.
Sul traguardo di Castrocaro Terme 6 ciclisti, su 10 partiti dalla medesima località, portarono a termine la competizione. I 4 corridori che non conclusero la prova furono gli italiani Ambrogio Colombo, Remo Stefanoni, Gianni Motta e Vittorio Adorni. 

## Ordine d'arrivo (Top 6)
| Pos. | Corridore         | Squadra             | Tempo    |
| ---- | ----------------- | ------------------- | -------- |
| 1    | Jacques Anquetil  | Ford France-Gitane  | 2h02'19" |
| 2    | Felice Gimondi    | Salvarani           | a 2'38"  |
| 3    | Luciano Sambi     | Legnano             | a 6'39"  |
| 4    | Arnaldo Pambianco | Salvarani           | a 6'57"  |
| 5    | Ferdinand Bracke  | Peugeot-BP-Michelin | a 7'56"  |
| 6    | Tom Simpson       | Peugeot-BP-Michelin | a 11'24" |